# Srpuhi Nschan Kalfayan

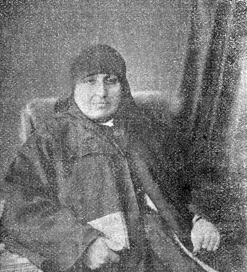
Srpuhi Mayrabed Nschan Kalfayan

Srpuhi (Mayrabed) Nschan Kalfayan (armenisch Սրբուհի Մայրապետ Նշան Գալֆաեան; * 17. Februar 1822 in Kartal, Konstantinopel; † 4. Juli 1889 in Hasköy, Konstantinopel) war eine armenische Ordensgründerin.
Mit 12 Jahren verlor Srpuhi Nschan Kalfayan ihren Vater. Als Halbwaise gelobte sie, Ordensschwester zu werden. 1840 zog sie die Ordenstracht an. Sie gründete den Kalfayan-Orden. 1850 gründete sie eine Berufsschule für Mädchen aus mittellosen Familien. 1865 mobilisierte sie mit großem Erfolg finanzielle Unterstützung für die Opfer einer Cholera-Epidemie. Am 1. Januar 1866 eröffnete sie ein dem Kalfayan-Orden gehörendes Waisenhaus für Mädchen in Hasköy in Konstantinopel. Sie starb am 4. Juli 1889.